# Canadian Masters
Canadian Masters (do 1980 jako Canadian Open) – profesjonalny turniej snookerowy, obecnie już nie rozgrywany; w 1988 roku był turniejem rankingowym. Zawody te odbywały się w Kanadzie, w Toronto.

## Historia
Po raz pierwszy turniej ten odbył się w 1974, pod nazwą Canadian Open. Rozgrywany był w ramach Canadian National Exhibition Week. Od 1981 turniej przestał się odbywać, ponieważ jego czas trwania (wrzesień) kolidował z kalendarzem zawodów Main Tour (od tego roku zawody w Wielkiej Brytanii startowały już we wrześniu). Zawody jednak reaktywowano w 1985, zmieniono wtedy nazwę na Canadian Masters. Był to turniej zaproszeniowy dla 8 zawodników, do 1986 roku sponsorowany przez BCE, transmitowany w telewizji CBC Television Studios.
W 1987 turniej stał się częścią cyklu World Series i jako sponsora miał firmę Labatt's. W 1988 roku stał się turniejem rankingowym, kwalifikacje rozgrywano w Wielkiej Brytanii, do fazy zasadniczej w Toronto zakwalifikowało się 32 zawodników. Sponsorem ponownie stał się BCE. Mimo że turniej był udany, w następnym roku zlikwidowano go i od tej pory w Ameryce nie odbywa się żaden turniej rankingowy.

## Wyniki turniejów[3]

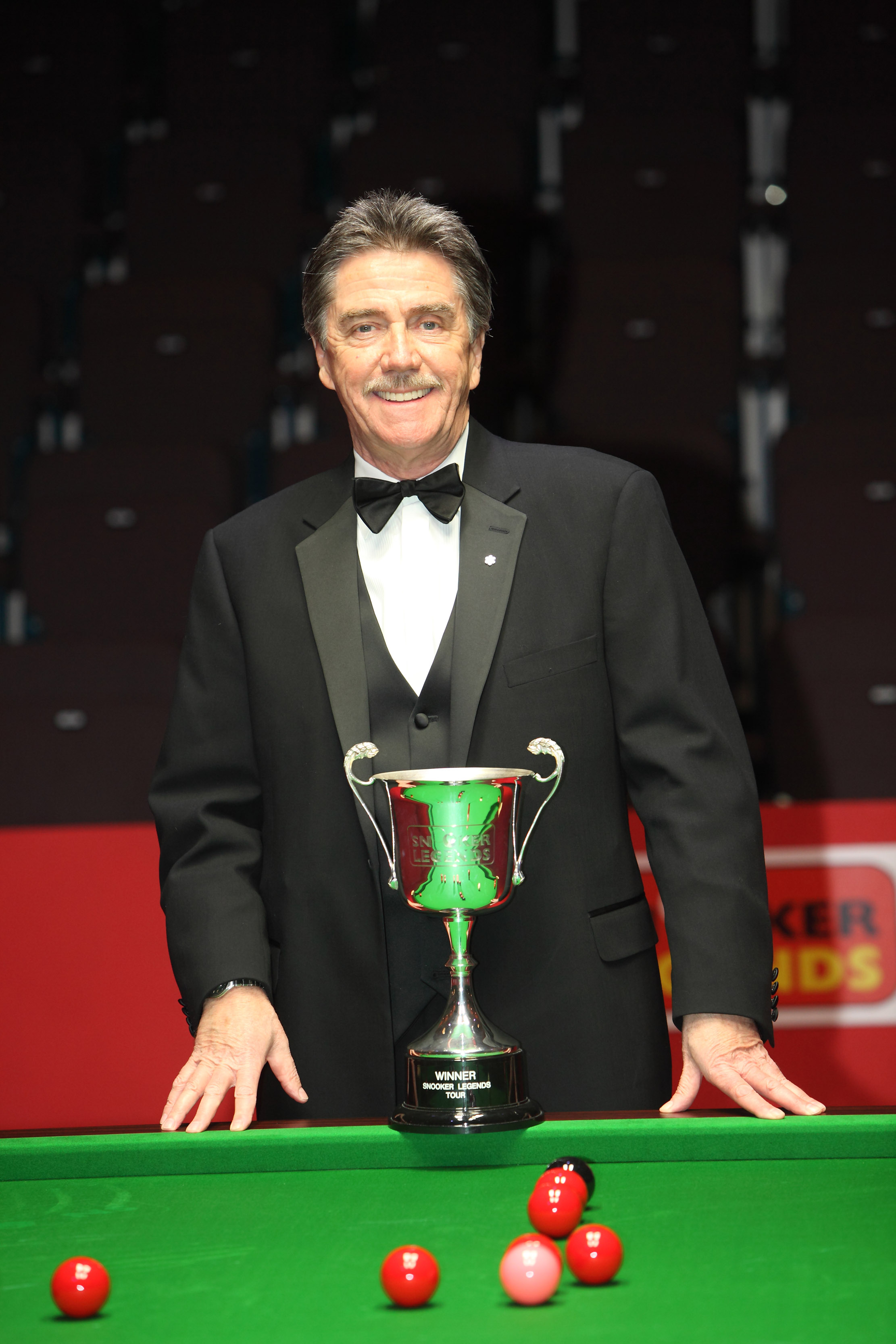
Cliff Thorburn, zwycięzca pierwszych zawodów (1974) oraz w latach 1978-1980
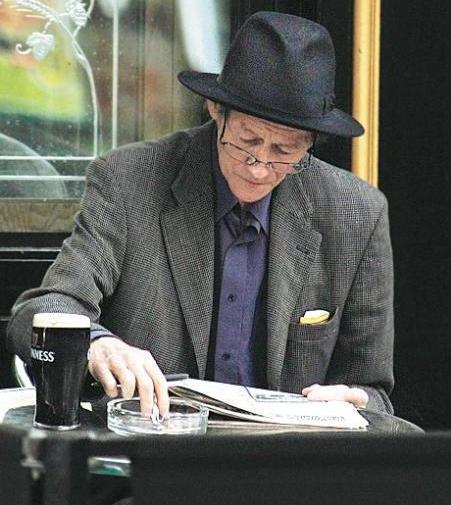
Alex Higgins, dwukrotnie zwyciężył w zawodach tego cyklu (1975, 1977)
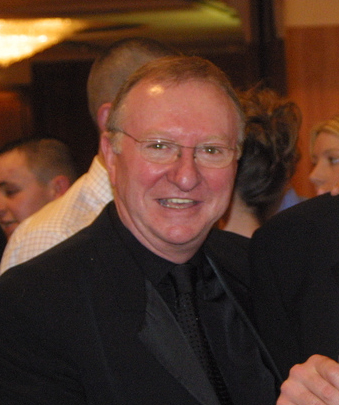
Dennis Taylor, wygrał zawody w 1985 i 1987 roku
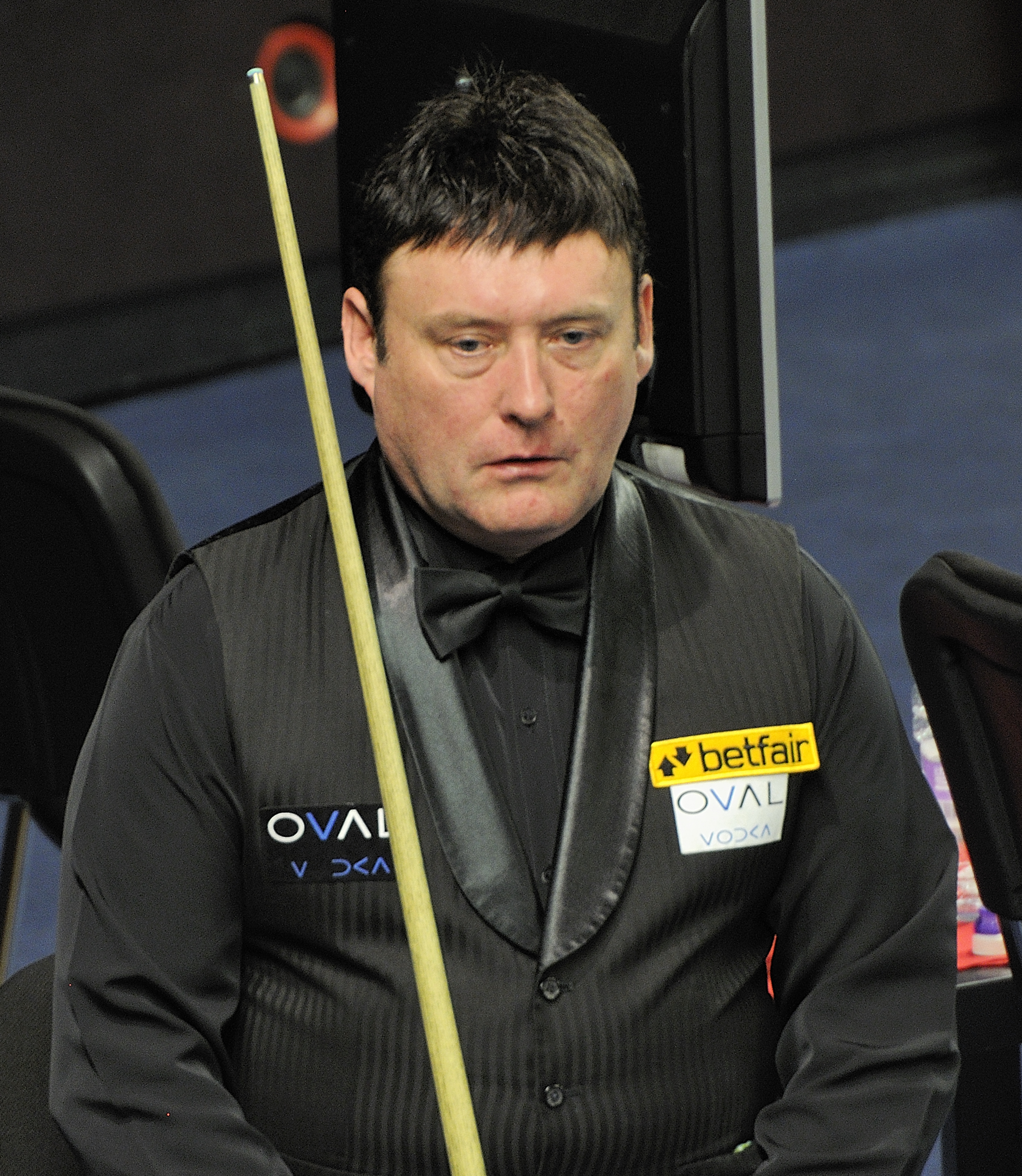
Jimmy White, jako ostatni zwyciężył w zawodach Canadian Masters (1988)

| Rok                               | Zwycięzca                      | Finalista                      | Wynik finału                   | Sezon                          |
| Canadian Open (nie-rankingowy)    | Canadian Open (nie-rankingowy) | Canadian Open (nie-rankingowy) | Canadian Open (nie-rankingowy) | Canadian Open (nie-rankingowy) |
| --------------------------------- | ------------------------------ | ------------------------------ | ------------------------------ | ------------------------------ |
| 1974                              | Cliff Thorburn                 | Dennis Taylor                  | 8–6                            | 1974/75                        |
| 1975                              | Alex Higgins                   | John Pulman                    | 15–7                           | 1975/76                        |
| 1976                              | John Spencer                   | Alex Higgins                   | 17–9                           | 1976/77                        |
| 1977                              | Alex Higgins                   | John Spencer                   | 17–14                          | 1977/78                        |
| 1978                              | Cliff Thorburn                 | Tony Meo                       | 17–15                          | 1978/79                        |
| 1979                              | Cliff Thorburn                 | Terry Griffiths                | 17–16                          | 1979/80                        |
| 1980                              | Cliff Thorburn                 | Terry Griffiths                | 17–10                          | 1980/81                        |
| Canadian Masters (nie-rankingowy) |                                |                                |                                |                                |
| 1985                              | Dennis Taylor                  | Steve Davis                    | 9–5                            | 1985/86                        |
| 1986                              | Steve Davis                    | Willie Thorne                  | 9–3                            | 1986/87                        |
| 1987                              | Dennis Taylor                  | Jimmy White                    | 9–7                            | 1987/88                        |
| Canadian Masters (rankingowy)     |                                |                                |                                |                                |
| 1988                              | Jimmy White                    | Steve Davis                    | 9–4                            | 1988/89                        |